# 奥井復太郎
奥井 復太郎（おくい ふくたろう、1897年（明治30年）11月21日 - 1965年（昭和40年）2月16日）は、昭和期の日本の都市経済学者・都市社会学者・農業経済学者。経済学博士。慶應義塾長、日本における都市研究の先駆者。景観論や風景へのアプローチも行った。
日本都市学会初代会長、文化勲章受章者選考委員会ならびに文化功労者選考審査会委員、特殊法人国民生活研究所（現・独立行政法人国民生活センター）所長、日本開発センター顧問、財団法人観光産業研究所所長、地域開発研究所所長、海運経済研究所調査委員会委員、ユネスコ国内委員、社会開発懇談会委員等を歴任。

## 経歴
- か1897年（明治30年）：東京市下谷区車坂で、奥井福吉の次男として生まれる[1]。
- 1910年（明治43年）：府立一中受験に失敗し慶應義塾普通部入学[2]。
- 1913年（大正02年）：慶應義塾大学部予科入学。
- 1920年（大正09年）：大学部理財科卒業。
  - 在学時はジョン・ラスキンの思想にのめり込んでいった。
- 1924年（大正13年）：イギリス・ドイツ・アメリカ等に留学。
  - イギリスの産業革命期の都市や生活や田園都市運動の研究を進め、ドイツの大学には、世界中から学者が集まっていた。ドイツ中世都市やシカゴ学派を研究。
- 1927年（昭和02年）：慶應義塾大学経済学部教授（英語経済学、都市経済論、独語経済学担当）。
- 1937年（昭和12年）：ほぼ独力で鎌倉町全域を対象とした調査を行う。
- 1941年（昭和16年）『現代大都市論』(有斐閣）により経済学博士号を取得する。
  - 日本における都市の社会学的研究は戦後本格化するが、すでに奥井の手で戦前の段階で事実上確立されていた。戦時中は慶應義塾大学亜細亜研究所（戦後に解散）の所長でもあった加田哲二理事を中心とするアジア問題調査会を設立するにつき協力。加田は、わが国の対外膨脹主義を支持する論文を書き、かつ軍部と強い関わりを持ち、次第に日本国家社会主義・東亜協同体論への関心を高めていった。
- 1953年（昭和28年）：日本都市学会初代会長就任。
- 1956年（昭和31年）：慶應義塾長就任。
  - 塾長就任時には、塾長として昭和天皇を創立百年記念式典に迎える。他、商学部を発足させるなど手腕を発揮。
- 1962年（昭和37年）：慶應義塾ビジネススクール（現・慶應義塾大学大学院経営管理研究科）校長就任。
- 1963年（昭和38年）：北九州市マスタープラン調査会長就任。
- 1964年（昭和39年）：国土・地域の創造に関わる自主調査、受託調査等の各種調査研究・計画策定・政策提言を行う地域開発研究所を創立（1965年に建設省が財団法人として認可、現在国土交通省所管）。
- 1965年（昭和40年）：膵臓炎のため慶應病院にて永眠。墓所は春秋苑。カトリック教会に属し、洗礼名ヨセフ。

## 著作

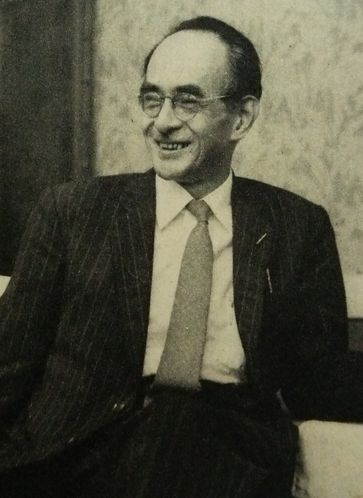
1956年

- 『新旧渺茫 : 奥井復太郎遺稿集』 奥井復太郎遺稿集編纂委員会編奥井会(地域開発研究所内) 1972
- 『國土計畫論』 慶應出版社 1940 (現代經濟新書 ; 第4部 . 技術經濟論 ; 3)
- 『現代大都市論』 有斐閣 1940
- 『都市經濟論』 慶應出版社 1941 (慶應義塾大學講座經濟學 ; 13).
- 『奥井復太郎著作集』 大空社 1996
- 『社会思想論』 大空社 1996 (奥井復太郎著作集 第1巻)
- 『社会政策論』 大空社 1996 (奥井復太郎著作集 第2巻)
- 『都市史・都市社会学』 大空社 1996 (奥井復太郎著作集 第3巻)
- 『都市社会調査』 大空社 1996 (奥井復太郎著作集 第4巻)
- 『現代大都市論』 大空社 1996 (奥井復太郎著作集 第5巻 都市論 ; 3)
- 『商店街研究・国土計画論・戦時都市論』 大空社 1996 (奥井復太郎著作集 第6巻 都市論 ; 4)
- 『戦後都市論・都市と文学』 大空社 1996 (奥井復太郎著作集 第7巻 都市論)
- 『国民生活論・教育論・補遺』 大空社 1996 (奥井復太郎著作集 第8巻)
- 『都市の精神 : 生活論的分析』 日本都市学会 編 日本放送出版協会 1975